# Göteborgskravallerna

Göteborgskravallerna är en samlande beteckning på en serie kravaller och upplopp i samband med demonstrationer i centrala Göteborg 14–16 juni 2001 med anledning av Europeiska rådets toppmöte i Göteborg 2001 och USA:s president George W. Bushs besök i Sverige. 
Demonstranternas och aktivisternas sammandrabbningar med polis var de mest omfattande i Sverige på flera decennier. Sammanlagt skadades 53 polismän och 90 demonstranter och såväl staden som privatpersoner åsamkades omfattande materiella skador. En intensiv massmedial nyhetsbevakning av kravallerna överskuggade både EU-toppmötet, de alternativa seminarierna och de tre stora föranmälda demonstrationerna, som samlade cirka 50 000 personer.
Under de aktuella dagarna grep de runt 2 500 poliserna 530 personer (varav 459 i samband med aktionen på Hvitfeldtska gymnasiet) och 385 omhändertogs. I uppmärksammade rättegångar blev ett 80-tal demonstranter åtalade, och flertalet dömdes för våldsamt upplopp. 170 polismän anmäldes av demonstranter och fem åtalades, men ingen fälldes. Polischefen åtalades för frihetsberövande i samband med en avspärrningsaktion med gripanden vid Hvitfeldtska gymnasiet, men friades i hovrätten även han.

## Bakgrund
EU-toppmötet var en stor händelse i Sverige och världen eftersom inte bara stats- och regeringscheferna i EU skulle samlas i Göteborg, utan också USA:s president. Dagen före det egentliga toppmötet anlände George W. Bush, första besöket i Sverige av en sittande president från USA. 
Flera av de organisationer som planerade demonstrationer och seminarier, och fått tillstånd för dessa, samarbetade med svensk polis i sina förberedelser. Polisen och demonstrationsansvariga bildade en så kallad dialoggrupp för att tidigt lösa konflikter mellan demonstranternas och EU-toppmötets skilda önskningar och behov.
Två större nätverk hade skapats för att samordna demonstrationerna och seminarierna från den 14–16 juni. Det ena med fokus på EU-kritik (Nätverket Göteborg 2001) och det andra med mer generell kritik mot storföretagsledd globalisering (Göteborgsaktionen).

## De större incidenterna

### Händelserna kring Hvitfeldtska gymnasiet

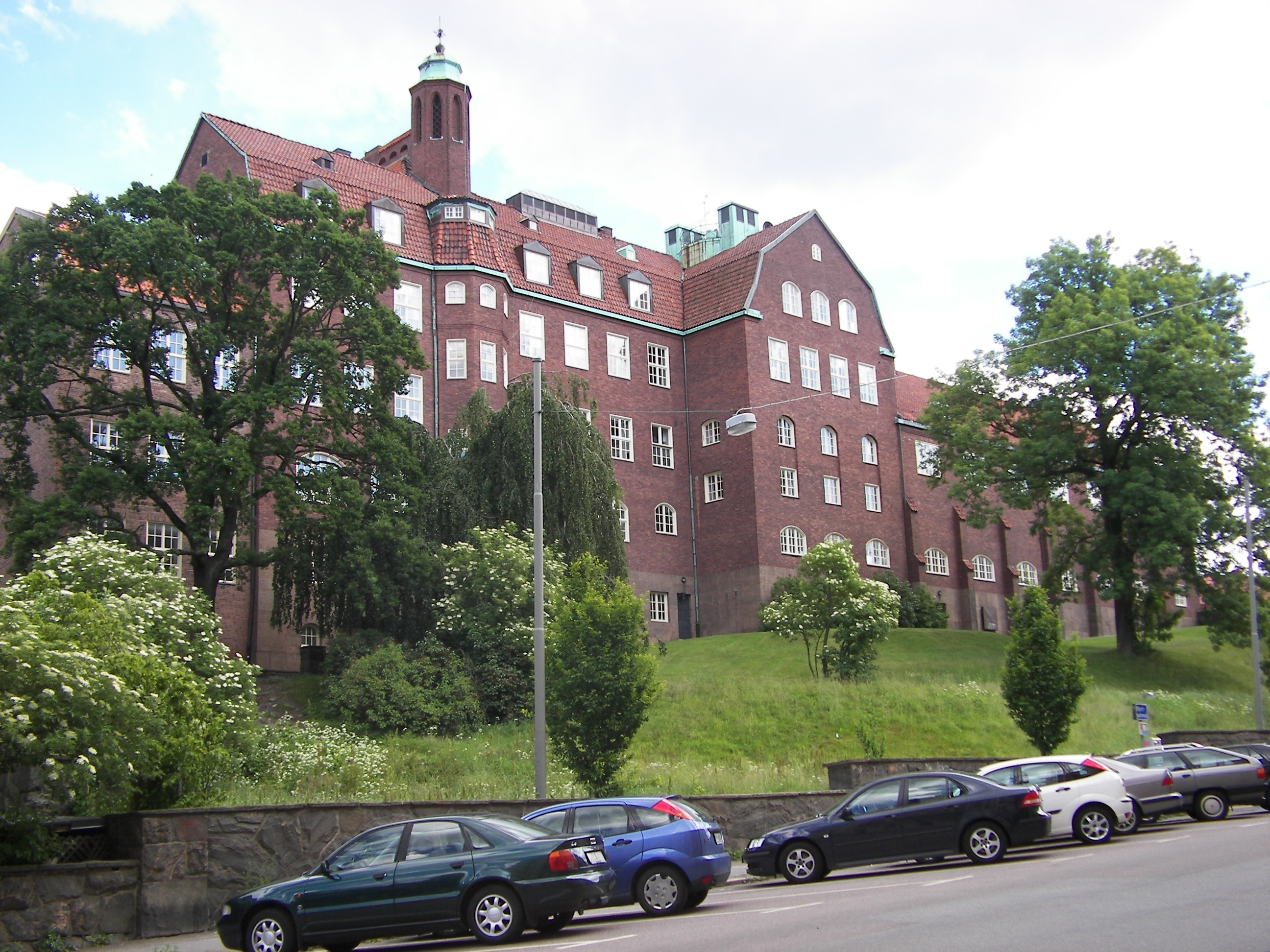
Hvitfeldtska gymnasiet sett från Molinsgatan.

Händelserna vid Hvitfeldtska gymnasiet är det som många demonstranter, men senare även Högsta domstolen och Rikspolisstyrelsen utvärderingsgrupp, anger som en utlösande faktor till kravallerna i Göteborg. Skolan hade lånats ut av kommunen för att användas för logi för ett 500-tal tillresta personer och seminariesammankomster. Bland annat var European Futures Congress inplanerad, en internationell konferens med EU-kritiker från de östeuropeiska länder som då ansökte om medlemskap i Unionen. På skolan fanns också matservering och ett allmänt informationscenter.

#### Bakgrund
Enligt polisens utvärdering så gav "en samlad bedömning av underrättelser och spaningsiakttagelser vid handen att brottslig verksamhet pågick på Hvitfeldtska gymnasiet.", och 21.00 på onsdagen 13 juni beslöt en utsedd särskild åklagare om en husrannsakan. De händelser som låg till grund för beslutet var enligt polisen att en polispatrull på rutinuppdrag på Hvitfeldtska blivit omringade av demonstranter i en situation de upplevde som "mycket hotfull"; att demonstranterna hade placerat vakter vid ingången till skolan för att hindra obehöriga från att komma in; att polisen observerat män som burit stenar, byggnadsmaterial och hönsnät till skolan; och att ett antal personer som polisen kontrollerat på grund av att de stört den allmänna ordningen uppgav att de bodde på Hvitfeldtska.

#### Inledande polisavspärrning
På förmiddagen den 14 juni beslöt polischef Jaldung att området runt skolan skulle avspärras och att besökarna inom området skulle kroppsvisiteras. Lastbilar inringade skolan med en mur av över 200 fartygscontainers runt skolan och dess kvarter. I skolan fanns då runt 500 personer, varav många fortfarande sov. De första timmarna släpptes ingen ut eller in genom polisens avspärrningar, och visitationer utfördes av dem som var i närheten.
När polisen inledde avspärrningarna, blev de enligt egna uppgifter angripna med stenkastning, och skott med stålkulor från kraftiga slangbellor, i attacker som de upplevde som organiserade. Dessa uppgifter saknas i den statliga Göteborgskommitténs rapport.
Vid tolvtiden höll polisen en presskonferens där kommenderingschef Håkan Jaldung meddelade att "nästan alla är misstänkta för förberedelse av olika brott, som skadegörelse och grov misshandel".

#### Förhandlingar
Stormöten hölls på skolgården sedan polisen dragit sig tillbaka till containermurarna. Samtal fördes mellan polisens dialoggrupp och en kontaktgrupp för representanter för arrangörerna av demonstrationerna och seminarierna. Runt tretiden var det möjligt för demonstranter att lämna skolan om de gick med på kroppsvisitation, en uppgift som inte nådde alla på skolan. Mellan 150 och 200 personer lämnade dock skolan.
Dialoggruppens förhandlingsmandat drogs vid 17-tiden in av polisledningen, delvis på grund av oroligheterna, och delvis för att samtalen "dragit ut på tiden".

#### Utbrytningsförsök
Kring 17-tiden valde några av demonstranterna att försöka bryta sig ut från området, för att söka delta i demonstrationen mot Bush.  Personer ur de Vita Overallerna, med mycket kroppsskydd, valde att leda utbrytningsförsöket genom att försöka pressa sig ut genom en av polisens avspärrningar. Poliserna höll stånd och svarade sedan med en framryckning med ridande polis mot skolan, där de möttes av stenkastning.

#### Avslutning
Från 18.30 till 03.00 på natten transporterade polisen bort resterande personer från skolan och förde dem till häkte. Sammanlagt greps 459 personer.
Kl 00.30 på natten till fredagen genomförde polisen den beslutade husrannsakan. Man fann inga vapen, men redovisar ett antal föremål, som raketer, slangbellor, käppar, grusfyllda flaskor och gatsten, som man beskrev som potentiellt farliga.
I fortsättningen höll man skolan/konferenscentret stängt tills toppmötet avslutats. Officiellt avslutades polisinsatsen på lördagen vid 12-tiden, Arrangörerna sökte flytta logi- och konferensverksamheten till Schillerska gymnasiet.  

#### Möjliga ytterligare skäl till polisens omringning
Hans Abrahamsson, fredsforskare på Göteborg Universitet och medlare i demonstranternas kontaktgrupp under EU-toppmötet, har lagt fram uppgifter som tyder på att avspärrningen av Hvitfeldtska gymnasiet baserades på information från amerikanska Secret Service, vilka några månader tidigare varit såpass oroade över president Bushs säkerhet att de övervägde att ställa in hela besöket. Abrahamsson menar i sin artikel, som bland annat bygger på intervjuer med dåvarande ansvarige chefen i USSS, att Hvitfeldtska gymnasiet, långt innan toppmötet börjat, planerats som en "fälla" för demonstranterna, för att se till att eventuella oroligheter skulle inträffa där och inte i närheten av president Bush. Av Abrahamssons bok och av den friande domen av polischefen Jaldung framgår, att det också fanns EU-åklagare på plats som medverkade i besluten kring Hvitfeldstska.

### Händelserna kring Avenyn

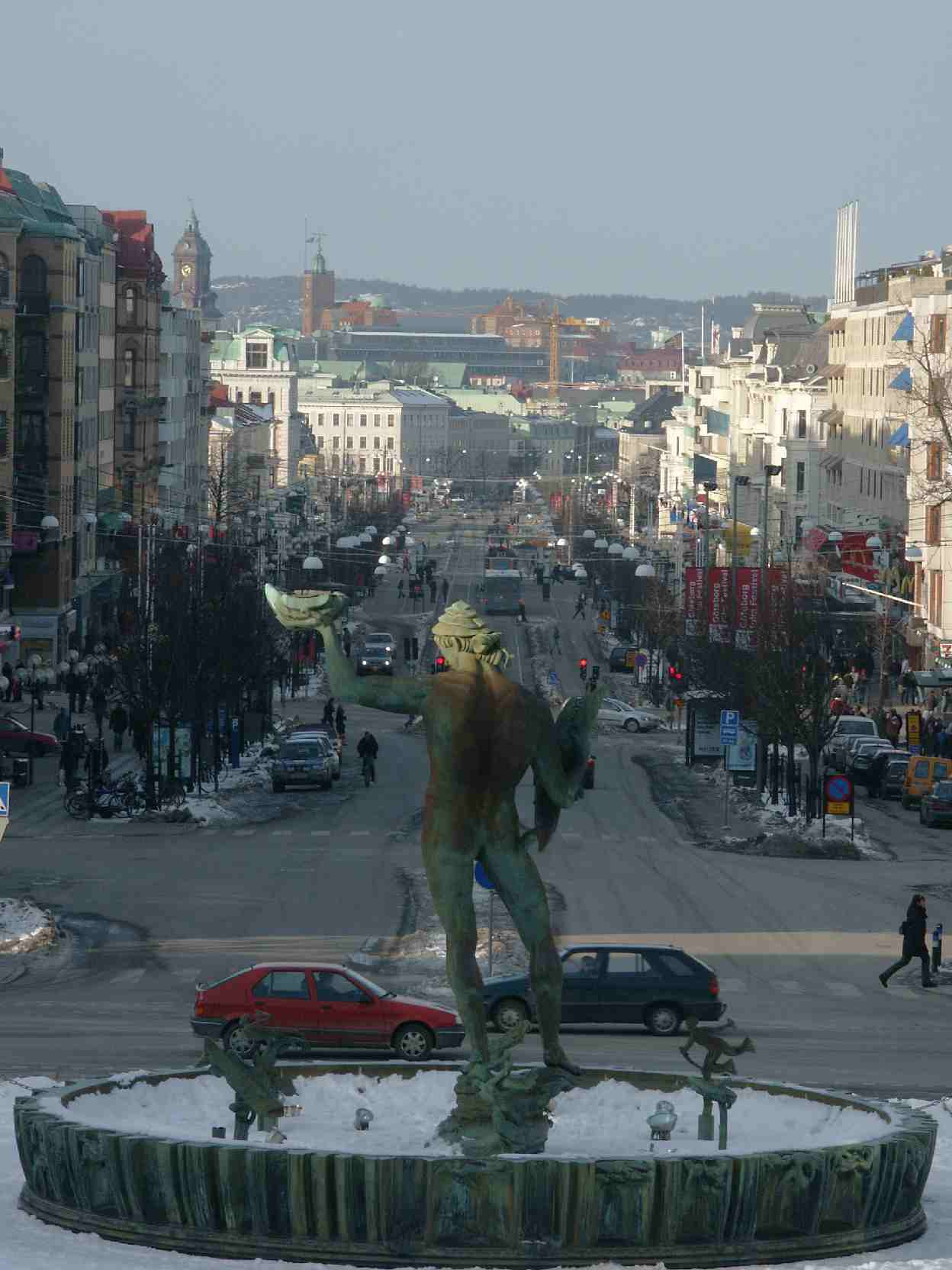
Avenyn.

På morgonen den 15 juni samlades flera tusen personer för att lyssna på olika tal på Götaplatsen. En mindre del av dessa valde sedan att delta i den så kallade Antikapitalistmarschen, initierad av Rättvisepartiet Socialisterna, som gick längs den på Götaplatsen utmynnande Berzeliigatan i riktning mot Mässan. Många av de som deltog valde oplanerat att ansluta sig genom en uppmaning från en av talarna på mötet, Mattias Bernhardsson. Några hundra svartklädda aktivister, varav många tyskar och danskar anslöt sig också. Demonstrationen var inte tillståndsgiven för denna färdväg, men arrangörerna var i dialog med polisen. En muntlig överenskommelse hade träffats om att stanna vid en poliskedja något kvarter ner. Ytterligare några hundra meter bakom dem stod containrarna som radats upp för att skydda EU-toppmötets deltagare.[källa behövs]
Demonstrationståget stannade vid poliskedjan som avtalat. På uppmaning av en demonstrant med megafon försökte några demonstranter längst fram att tränga sig förbi avspärrningarna, vilket misslyckades. Därefter gick polisen in från en sidogata och ingrep mot mitten av tåget, bland annat med hjälp av hundar, enligt dem i syfte att avskilja det så kallade Svarta blocket, som stod bakerst i tåget. Konfrontationer med dessa uppstod, där ridande polis skingrar majoriteten av folkmassan som mest består av fredliga demonstranter och icke-demonstrerande betraktare, och blocket drevs upp mot Avenyn. Denna linje med kravallpoliser på ena sidan och demonstranter på andra sidan förflyttas under de närmaste timmarna längs Berzeliigatan upp till Kungsportsplatsen, där polisen slutade agera, och ett hundratal demonstranter ur Svarta blocket slog sönder skyltfönster och förstörde vissa butiker, brände caféstolar mm under intensiv televisionsbevakning.
Polisen ingrep enligt utsago inte då man enligt uppgift fått rapporter om att andra demonstranter skulle försöka frita omhändertagna demonstranter från en närliggande polisstation, något som inte skedde. De ekonomiska skadorna längs Avenyn uppgick till flera miljoner kronor.[källa behövs]

### Händelserna kring Vasaplatsen

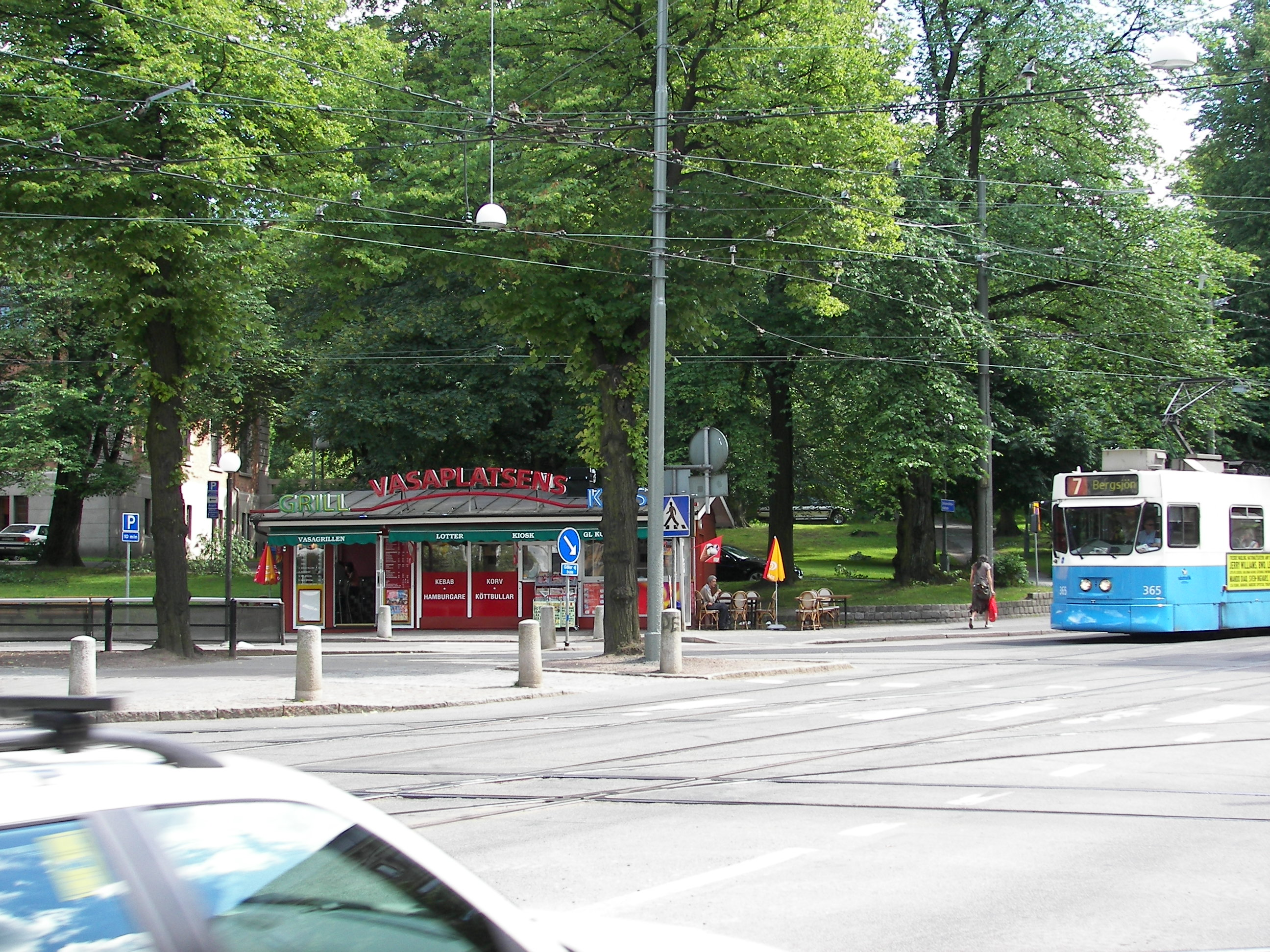
Vasaplatsen.

På kvällen den 15 juni hölls en så kallad Reclaim the city-fest vid Vasaplatsen, där musik spelades från en lastbil och folk dansade. Festen inringades av polisen. En grupp motdemonstranter släpptes igenom poliskedjan och angrep festdeltagarna. De blev bortjagade av dessa och släpptes ut genom poliskedjan igen. Polisen tryckte på och tvingade reclaimdeltagarna att sätta sig och använde också batongerna. Flera aktivister och polismän skadades, en av de senare allvarligt då han träffades i huvudet av en gatsten. Han låg skadad på Vasagatan och omhändertogs av sina kolleger i väntan på ambulans och sjukvårdspersonal. I den trängda situationen avlossade polisen flera skott varpå demonstranterna flydde från området. Ett av skotten träffade en stolpe i huvudhöjd endast en halvmeter från en journalist.

#### Skottet mot Hannes Westberg

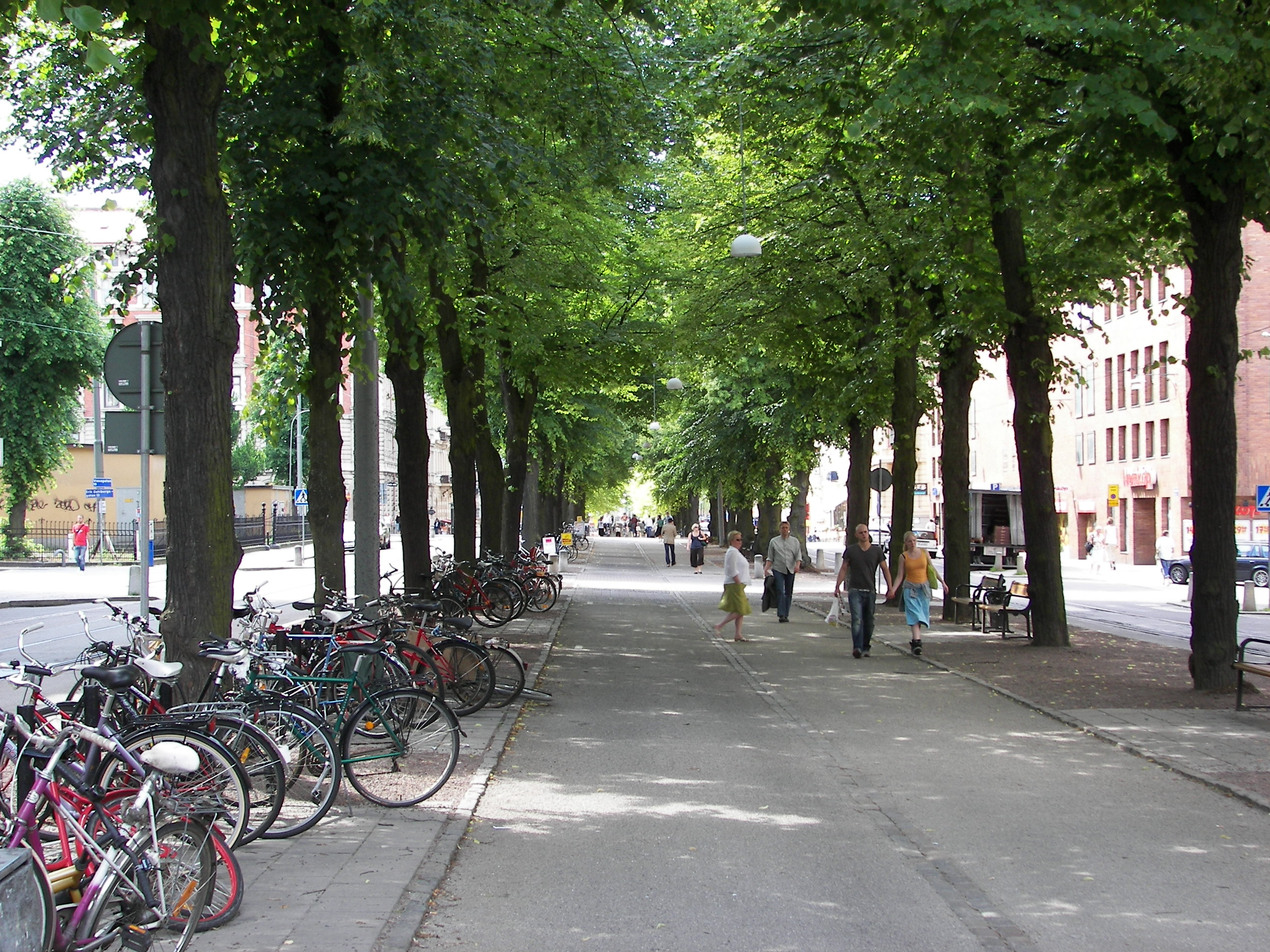
Vasagatan.

Bland de flyende fanns demonstranten Hannes Westberg, en 19-årig man som upprörts av avbrytandet av reclaimfesten och att motdemonstranterna gavs fri lejd. En kort stund efter polisens varningsskott återvände Westberg till Vasagatan, åtföljd av tre fotografer. Han kastade nu flera gatstenar mot en grupp polismän utan att nå fram över gatuhöjd. När Westberg kastat ytterligare en sten avlossades ett skott mot honom. Skottet träffade Westberg framifrån i bukens högra sida, det träffade kroppspulsådern och skadade flera organ. Han fördes till sjukhus med livshotande blödning. Westberg överlevde men förlorande mjälten, ena njuren och en del av levern.
Polismännen som befann sig på platsen för skottet mot Westberg vittnade i samband med en polisutredning mot dem att de hade känt sig starkt hotade av folkmassan. Film från platsen (ref Uppdrag Granskning) visar att Vasagatan vid tillfället var nästan folktom bortsett från Westberg och ett femtiotal polismän. Demonstranternas och polisens agerande på Vasagatan blev mycket omdiskuterade. Det var första gången skarpa skott avlossats mot demonstranter i Sverige sedan Ådalen 1931. Westberg fälldes i tingsrätten för våldsamt upplopp. I enlighet med praxis blev påföljden något lindrad på grund av att han i samband med brottet blev skjuten av polis och allvarligt skadad. Han överklagade inte till högre instans, men ångrade inte sitt agerande med undantag av att han blev skjuten.

### Händelserna kring Järntorget
Lördagen den 16 juni samlades ett hundratal personer på Järntorget för en manifestation mot polisvåldet. Manifestationen hade oklart upphov men hade utannonserats bland annat av TV4 två gånger i samma inslag under dagen. Flera hundra kravallutrustade poliser dök upp och manifestationen ringades in. På platsen fanns inga maskerade och inget våld hade förekommit. Under en period av fyra timmar blev de flesta av de inringade frihetsberövade av polisen. Kommenderingschefen på plats valde dock senare att avbryta inringningen i strid mot ledningens förväntningar.

### Händelserna kring Schillerska gymnasiet

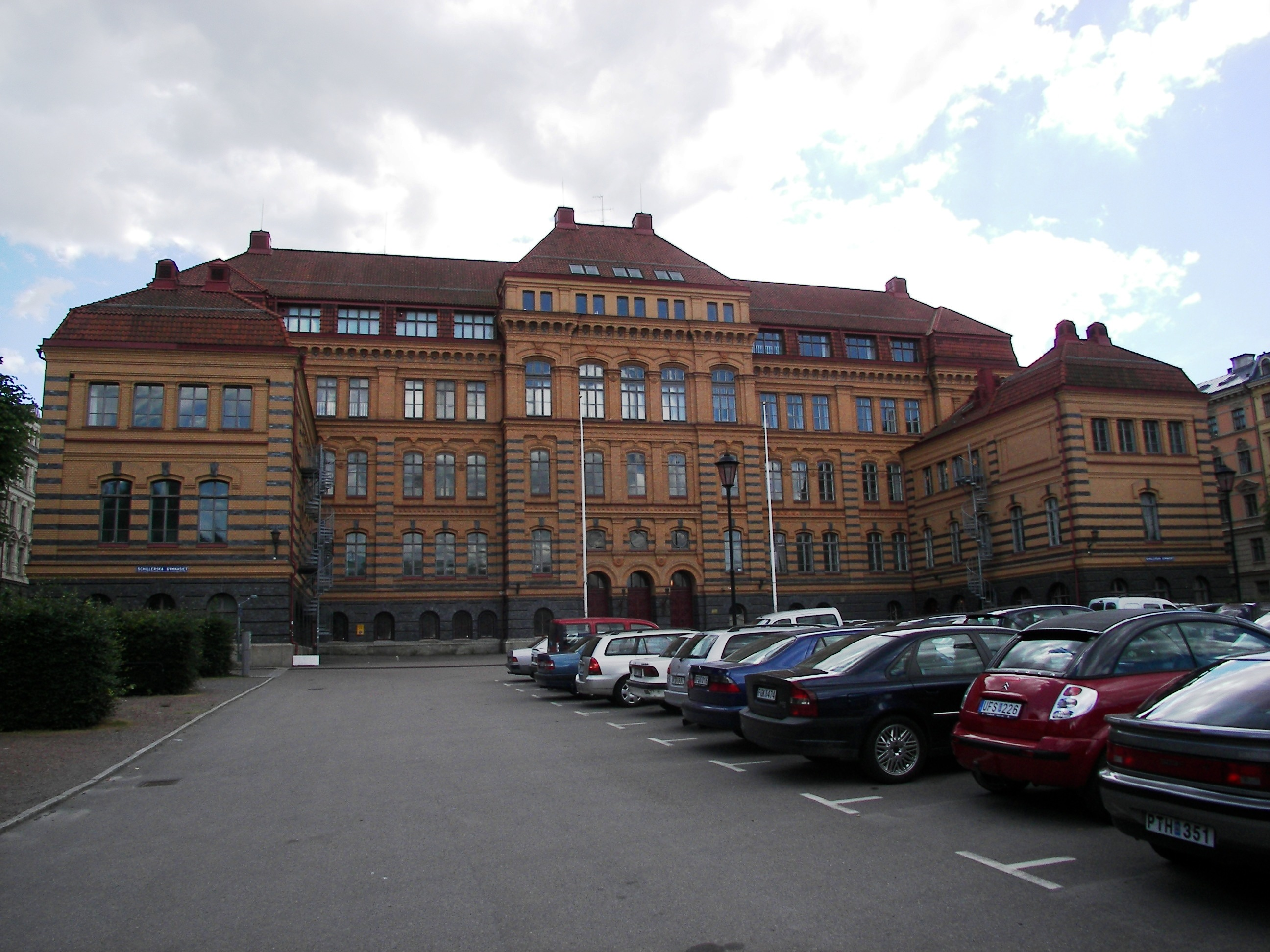
Schillerska gymnasiet.

Toppmötet var avslutat. Polisen hade enligt uppgift fått information om att en blond, tysk, beväpnad terrorist skulle dröjt sig kvar på Schillerska gymnasiet, som ersatt Hvitfeldtska som logi- och konferenslokal. Med denna information beslutade åklagaren att husrannsakan skulle äga rum på kvällen den 16 juni. Den leddes av polisens nationella insatsstyrka, och inleddes medan inringningen på Järntorget pågick i närheten. Flera personer, som övernattade på Schillerska gymnasiet fördes ut på skolgården och tvingades bland annat ligga på marken, under och även efter polisens genomsökning av skolan. Därefter höll polisen skolan och lät inte de boende återvända under natten.
Polisen kunde konstatera att någon tysk terrorist inte fanns i skolans lokaler och misstänkte inte heller i övrigt någon för något brott.. 78 personer befann sig på skolan i samband med husrannsakan. 7 av dessa var av utländsk nationalitet. De blev omhändertagna och utvisade utan att ha anklagats för något brott. Polisen fick efteråt, av såväl vaktmästaren som av journalisterna på Uppdrag granskning, kritik för att man låtit en oskyddad vaktmästare gå först vid sökandet av "de beväpnade terroristerna".
Flera av de som vistades på skolan har, då bland annat Justitiekanslern och Rikspolisstyrelsen bedömt att frihetsberövandet inte var lagligt, senare fått 2 000 kronor i ersättning för den skada de åsamkats. De drabbade personerna hade sökt upp till runt 10 000 kronor i skadestånd för bland annat sveda och värk och ersättning för förstörd utrustning.

### Sabotage av polisens kommunikation
Under toppmötesdagarna var flera radiosabotörer aktiva och polisens radiotrafik stördes allvarligt flera gånger. En man åtalades för att under torsdagen och lördagen flera gånger ha stört polisens viktigaste radiokanal med larm, obscena meddelanden och musik (bland annat låten "Fuck the Police"). Efter att polisens tekniker hade pejlat in störsändaren stormades mannens bostad på kvällen den 16 juni när mötesdeltagarna hade åkt hem.
Mannen var dock inte misstänkt för de allvarligaste störningarna som inträffade på fredagen. Konsekvenserna för de störningarna blev så allvarliga att de av polisen betraktades som grovt sabotage som kunde ge upp till livstids fängelse.
Störningen av polisens radiotrafik under mötet är en av de mest kända händelserna där störsändare har använts för att störa radiokommunikation.

## De större demonstrationerna
I samband med EU-toppmötet genomfördes också tre stora demonstrationer. Dessa genomfördes utan några vidare störningar och incidenter. Dessa demonstrationer var planerade av de större nätverken.
- 14 juni: Demonstration med cirka 12 000 deltagare genomförs mot USA:s president George W. Bush.
- 15 juni: 'Nej till EU'-demonstration med 20 000 deltagare går till Götaplatsen, där tal hölls av Anthony Coughlan, ledare för den irländska nej-rörelse som just vunnit folkomröstningen om Nicefördraget, Per Gahrton (MP), Gudrun Schyman (V), Hans Lindqvist (C), Sören Wibe (S), Anders Carlsson (KPML(r)) och Jan Myrdal
- 16 juni: Demonstration mot globaliseringens och EU:s avigsidor från Linnéplatsen till Slottsskogen med mellan 10 000 och 15 000 deltagare.

## Det rättsliga efterspelet

### Processerna
Totalt 79 personer åtalades, varav 22 fick sina åtal prövade inför domstolar i sina hemländer. 13 personer fick sina mål prövade hemma i Tyskland, fem hemma i Danmark, två hemma i Finland, en i Norge samt en i Nederländerna. Av totalt 79 åtalade frikändes 9. 70 personer fälldes och domarna vann laga kraft. Totalt gjordes 3 143 polisanmälningar om våldsbrott samt hot eller förgripelse mot tjänsteman. 182 polisanmälningar gällde brott av polistjänstemän. Fem poliser åtalades, inkluderat polismästaren i Göteborg, och alla fem friades från att ha utfört de åtalade gärningarna. De 70 personerna som fälldes fick påföljder från någon månad upp till ett par år.[källa behövs]
Samtliga straff var i straffskalans nedre del och ingen åtalades för grövre brott.
170 anmälningar mot polismän gjordes av demonstranter som ansåg sig ha blivit utsatta för antingen polisvåld eller olaga frihetsberövande. 5 polismän blev åtalade men ingen fälldes. En av de åtalade poliserna var polischefen Håkan Jaldung som Justitieombudsmannen beslöt att åtala för olaga frihetsberövande i samband med insatsen mot Hvitfeldtska gymnasiet. Jaldung friades i tingsrätten och senare även i hovrätten, som dock ansåg att rättsläget inte var helt klart. JO avstod från att överklaga Hovrättens dom med motiveringen att ett mål i Högsta domstolen (HD) i stor utsträckning skulle handla om bevisfrågor och att HD inte skulle belastas med det, eftersom det är en prejudicerande instans. Han räknade med att polislagen skulle överses, vilket sedan inte skedde.
En av de fällda demonstranterna hade ansetts som ledare för att han setts vifta med handen på en videofilm. En polisman hade vittnat om att han varit mycket aggressiv och utmanande på ett förberedelsemöte, men en videofilm från detta möte visade senare att detta knappast varit fallet. Åklagare startade en menedsutredning, men lade ned denna då demonstranten dömdes i hovrätten.
Suzanne Wennberg, straffrättsprofessor vid Stockholms universitet, reagerade på vad hon kallat processernas grupprocesskaraktär: "Att avindividualisera straffansvaret med hjälp av en så skör tråd som ett tyst samförstånd mellan flera personer att begå ett brott kan inte accepteras ur rättssäkerhetssynpunkt". Hon fortsätter: "Europakonventionen ger [i motsats till processerna] individen en rätt att få reda på vad som läggs just honom eller henne till last!". Vid en av rättegångarna använde sig polisen av förfalskade ljudsekvenser i sitt videomaterial vilket Christian Diesen, professor i processrätt, kallat "den värsta rättsskandalen i Sverige sedan 50-talet". Diesen hävdar dessutom att domarna var politiskt motiverade.

### Sambandscentralen
Ett av de mest uppmärksammade fallen rör sig kring sambandscentralen som Nationella Insatsstyrkan stormade klockan 01.46 den 15 juni. Ifrån sambandscentralen hade aktivister skickat ut SMS som till exempel uppmanat personer att ta sig till Hvitfeldtska gymnasiet vid tiden för polisens inringning. Detta bedömdes av domstolarna som uppvigling, och de åtalade dömdes till fängelse i mellan tre och fyra år, sedermera sänkt av hovrätten och högsta domstolen till mellan 4 månader och 1 år och sex månader. 
Försvaret hävdade under rättegången i Högsta domstolen att det är vanligt att man under demonstrationer upprättar informationscentraler som har till syfte att kartlägga personer eller organisationer som kan försvåra demonstrationens genomförande. Denna invändning underkändes av domstolen som menar att centralen var ensidigt inriktad på polisen eftersom inga uppgifter om nazister eller andra som skulle kunna vilja störa demonstrationerna återfanns i de beslagtagna datorerna.

### Justitiekanslerns beslut angående händelserna vid Järntorget
I oktober 2006 beslutade Justitiekanslern att frihetsberövandet vid Järntorget lördagen den 16 juni 2001 var felaktigt och inte hade stöd av 13§ i Polislagen. Kanslern beslutade också att betala ut 1000 kronor i skadestånd för lidande och kränkning till den kvinna som anmält händelsen.

## Efterföljande utredningar och diskussioner
Den centrala utredningen av händelserna gjordes av Göteborgskommittén, som tillsattes av regeringen och leddes av Ingvar Carlsson.

### Diskussioner om medias roll
Medias rapportering av Göteborgskravallerna har fått kritik från många håll. Under kravallerna menade företrädare för de många fredliga demonstrationerna att media svartmålade demonstranterna, och att media över lag varit negativa till demonstranterna på grund av några relativt få bråkmakare. Nyhetsrapporteringen här fick av bland andra Dan Josefsson och Mediemagasinet kritik för att ha bortsett från polisvåld och polisprovokationer. Av en film från TV framgår hur mediarepresentanter jagar stenkastande, av polisen ostörda fönsterkrossare för att få bra bilder.
Ett program från Mediemagasinet visade bland annat att flera medier ljugit om skottlossningen på Vasaplatsen till polisens fördel. SVT:s samhällsprogram Uppdrag Granskning kom senare med en serie program där man skarpt kritiserade polisens agerande i och med EU-toppmötet i Göteborg. Dessa program, och framför allt intervjuer med Hannes Westberg, fick mycket kritik för att ha tagit demonstranternas perspektiv och för att släta över attacker mot enskilda poliser, att föra ut demonstranternas politiska åsikter oemotsagda, och att uttala sig innan några domstolar undersökt materialet. DN:s Hanne Kjöller menade exempelvis att Uppdrag granskning ljög och använde sig av förfalskat bildmaterial. Uppdrag Granskning kunde dock visa i ett inslag som sändes den 20 november 2001 att det var polisen som manipulerat det filmmaterial som användes i rättegången mot Hannes Westberg. I den sekvens som visar skottillfället hade man klippt ihop bilder från olika tillfällen och lagt på ljud från en talkör som inte hördes vid tidpunkten utan som kom från ett senare tillfälle. Den belgiske fotografen Daniel Demoustier bekräftar i programmet att ljudet till de bilder han tog när Hannes Westberg sköts är förvanskat.

### Diskussion om polisens agerande
Från polisledningen meddelade man att man var nöjd med hur polisen hade genomfört huvuduppdraget att skydda alla gäster, men de beklagade att de misslyckats med att upprätta ordningen under incidenterna på Avenyn och Vasaplatsen. Denna åsikt delades av regeringen, som kunde konstatera att samtliga gäster erhållit ett effektivt skydd och därmed kunnat delta i det internationella mötet. Polisledningen menade att polisen framgångsrikt använt sig av förhandsinformationer om tillresta, "närmast professionella", demonstranter och undercover-poliser bland demonstranterna för att få insyn i demonstranternas "hemliga" sambandscentral. Målet att mötet mellan de utländska folkvalda politikerna skulle kunna genomföras ostört ansågs nått nästan helt. Av Göteborgskommitténs rapport framgår att kommenderingschefen själv medger att själva mässan vara ointaglig – det förelåg inget reellt hot mot denna och toppmötet där.
Göteborgskommittén hävdade också att de grundläggande rättigheterna om yttrande- och demonstrationsfrihet för demonstranterna också kunde säkerställas eftersom alla de stora demonstrationerna faktiskt kunde genomföras. I sammanhanget nämns inte de konferenser som skulle hållits på Hvitfeldtska gymnasiet, och som helt försvann i media.
Enligt polisledningen agerade poliserna vid Hvitfeldtska, Schillerska och Vasagatan helt i enlighet med Polislagen. I domstolarna, som prövat de fall som gått till åtal, har jurister och nämndemän i stort gått på åklagarnas linje och fällt demonstranter till ansvar för de åtalade gärningarna.
Från Polisförbundet framfördes skarp kritik mot polisledningens agerande. Bland annat ansåg flertalet poliser att man inte fått resurser att utföra sina uppgifter på ett rätt sätt: gammalmodig utrustning bland annat dålig skyddsutrustning, radio som inte fungerat men kunnat avlyssnas, dålig förberedelse i lokalkännedom samt dålig samordning av de olika polisgrupperingarna, som rekryterats med relativt kort varsel från hela södra Sverige.
Säpos representant hade, enligt Göteborgskommittén, motsatt sig ingripandet mot Hvitfeldtska gymnasiet.

### Undersökning av de dömdas brottsbelastning före och efter kravallerna
Enligt en undersökning utförd av Sveriges Radio 2011 hade vissa av dem som sedermera dömdes för medverkan i Göteborgskravallerna, blivit dömda för brott före kravallerna 2001. En tredjedel av de dömda har efter kravallerna dömts för nya brott.

### Skönlitteratur
- Gassilewski, Jörgen (2006). Göteborgshändelserna är en roman som är skriven av Jörgen Gassilewski och utgiven av Albert Bonniers förlag. Stockholm: Bonnier. Libris 10010569. ISBN 91-0-010973-8